# Color Me Badd
Color Me Badd er en amerikansk pop/hiphop gruppe.

## Diskografi
- C.M.B. (1991)
- Time and Chance (1993)
- Now & Forever (1996)
- Awakening (1998)